# Natação nos Jogos Pan-Americanos de 2015 - 200 m costas masculino
As competições dos 200 metros costas masculino da natação nos Jogos Pan-Americanos de 2015 foram realizadas em 15 de julho no Centro Aquático CIBC Pan e Parapan-Americano, em Toronto.

## Calendário
Horário local (UTC-4).
| Data        | Horário | Fase          |
| ----------- | ------- | ------------- |
| 15 de julho | 11:16   | Eliminatórias |
| 15 de julho | 20:39   | Final B       |
| 15 de julho | 20:46   | Final A       |

## Medalhistas
| Ouro   | USA Sean Lehane      |
| Prata  | USA Carter Griffin   |
| Bronze | BRA Leonardo de Deus |

## Recordes
Antes desta competição, os recordes mundiais e pan-americanos da prova eram os seguintes:
| Tipo                             | Atleta             | Tempo   | Local       | Data                  |
| -------------------------------- | ------------------ | ------- | ----------- | --------------------- |
|                                  | USA Aaron Peirsol  | 1m51s92 | Roma        | 31 de julho de 2009   |
| Recorde dos Jogos Pan-Americanos | BRA Thiago Pereira | 1m57s19 | Guadalajara | 21 de outubro de 2011 |

## Resultados

### Eliminatórias
A eliminatória foi realizada em 15 de julho. 
| Pos. | Bateria | Raia | Nadador             | Nacionalidade                | Tempo   | Notas |
| ---- | ------- | ---- | ------------------- | ---------------------------- | ------- | ----- |
| 1    | 1       | 4    | Sean Lehane         | USA Estados Unidos           | 1:57.11 | QA,   |
| 2    | 2       | 4    | Carter Griffin      | USA Estados Unidos           | 1:58.54 | QA    |
| 3    | 2       | 5    | Omar Pinzón         | COL Colômbia                 | 1:58.74 | QA    |
| 4    | 3       | 3    | Carlos Omaña        | VEN Venezuela                | 1:59.81 | QA,   |
| 5    | 3       | 4    | Leonardo de Deus    | BRA Brasil                   | 2:00.80 | QA    |
| 6    | 2       | 3    | Matías López        | PAR Paraguai                 | 2:01.05 | QA    |
| 7    | 3       | 5    | Russell Wood        | CAN Canadá                   | 2:01.28 | QA    |
| 8    | 3       | 6    | Armando Barrera     | CUB Cuba                     | 2:01.33 | QA    |
| 9    | 3       | 2    | David Cespedes      | COL Colômbia                 | 2:02.18 | QB    |
| 10   | 1       | 3    | Brandonn Almeida    | BRA Brasil                   | 2:02.32 | QB    |
| 11   | 1       | 6    | Agustín Hernández   | ARG Argentina                | 2:02.76 | QB    |
| 12   | 2       | 2    | Yeziel Morales      | PUR Porto Rico               | 2:02.89 | QB    |
| 13   | 2       | 6    | Ezequiel Trujillo   | MEX México                   | 2:03.51 | QB    |
| 14   | 2       | 7    | Felipe Vargas       | ARG Argentina                | 2:03.82 | QB    |
| 15   | 1       | 2    | Andy Song An        | MEX México                   | 2:04.00 | QB    |
| 16   | 1       | 7    | Jesus Lopez         | VEN Venezuela                | 2:06.21 | QB    |
| 17   | 2       | 1    | Timothy Winter      | JAM Jamaica                  | 2:07.17 |       |
| 18   | 1       | 1    | Matthew Mays        | ISV Ilhas Virgens Americanas | 2:08.56 |       |
| 19   | 1       | 5    | Markus Thormeyer    | CAN Canadá                   | 2:08.93 |       |
| 20   | 3       | 1    | Christopher Courtis | BAR Barbados                 | 2:09.73 |       |
| 21   | 3       | 7    | Charles Hockin      | PAR Paraguai                 | 2:10.94 |       |

### Final B
A final B foi realizada em 15 de julho. 
| Pos. | Raia | Nadador           | Nacionalidade  | Tempo   | Notas |
| ---- | ---- | ----------------- | -------------- | ------- | ----- |
| 9    | 4    | David Cespedes    | COL Colômbia   | 2:01.95 |       |
| 10   | 7    | Andy Song An      | MEX México     | 2:02.20 |       |
| 11   | 3    | Yeziel Morales    | PUR Porto Rico | 2:02.26 |       |
| 12   | 6    | Ezequiel Trujillo | MEX México     | 2:03.09 |       |
| 13   | 5    | Agustín Hernández | ARG Argentina  | 2:03.37 |       |
| 14   | 2    | Felipe Vargas     | ARG Argentina  | 2:03.98 |       |
| 15   | 1    | Jesus Lopez       | VEN Venezuela  | 2:06.46 |       |
| 16   | 8    | Timothy Winter    | JAM Jamaica    | 2:07.78 |       |

### Final A
A final A foi realizada em 15 de julho. 
| Pos.              | Raia | Nadador          | Nacionalidade      | Tempo   | Notas            |
| ----------------- | ---- | ---------------- | ------------------ | ------- | ---------------- |
| Medalha de ouro   | 4    | Sean Lehane      | USA Estados Unidos | 1:57.47 |                  |
| Medalha de prata  | 5    | Carter Griffin   | USA Estados Unidos | 1:58.18 |                  |
| Medalha de bronze | 2    | Leonardo de Deus | BRA Brasil         | 1:58.27 |                  |
| 4                 | 3    | Omar Pinzón      | COL Colômbia       | 1:58.77 |                  |
| 5                 | 1    | Russell Wood     | CAN Canadá         | 1:59.91 |                  |
| 6                 | 6    | Carlos Omaña     | VEN Venezuela      | 2:00.02 |                  |
| 7                 | 7    | Matías López     | PAR Paraguai       | 2:00.91 | Recorde nacional |
| 8                 | 8    | Armando Barrera  | CUB Cuba           | 2:01.24 |                  |

Legenda
| Recorde mundial                  | Recorde mundial (World record)               |                       | Recorde africano                      | Recorde africano (African) |                                           | Q | Classificado por posição (Qualified) |
| Recorde dos Jogos Pan-Americanos | Recorde pan-americano (Pan-American record)  | Recorde da América    | Recorde da América (Americas)         | q                          | Classificado por melhor tempo (Qualified) |   |                                      |
| Melhor marca do ano              | Melhor marca do ano (World leading)          | Recorde asiático      | Recorde asiático (Asian)              | DNS                        | Não largou (Did not start)                |   |                                      |
| Recorde nacional                 | Recorde nacional (National record)           | Recorde europeu       | Recorde europeu (European)            | DNF                        | Não terminou (Did not finish)             |   |                                      |
| Recorde pessoal                  | Recorde pessoal do atleta (Personal best)    | Recorde da Oceania    | Recorde da Oceania (Oceania)          | DSQ / DQ                   | Desclassificado (Disqualified)            |   |                                      |
| Recorde da temporada             | Recorde da temporada do atleta (Season best) | Recorde sul-americano | Recorde sul-americano (South America) | NM                         | Sem marca (No mark)                       |   |                                      |